# Mymoorapelta
Mymoorapelta là một chi khủng long, được Kirkland & Carpenter mô tả khoa học năm 1994.